# Euronav
Euronav er et belgisk shippingfirma, som fokuserer på transport af olie.
Virksomhedens flåde af skibe er opereret af tre datterfirmaer som alle er 100 % ejet af Euronav. Disse er Euronav Ship Management SA og Euronav SAS, som begge er franske og har hovedsædet i Nantes, Frankrig og med store kontorer i Antwerpen, Belgien, samt Euronav Ship Management (Hellas) Ltd. med hovedsædet i Athen, Grækenland. Euronavs faretøjer fører belgiske, græske og franske flag